# Hermann Epenstein

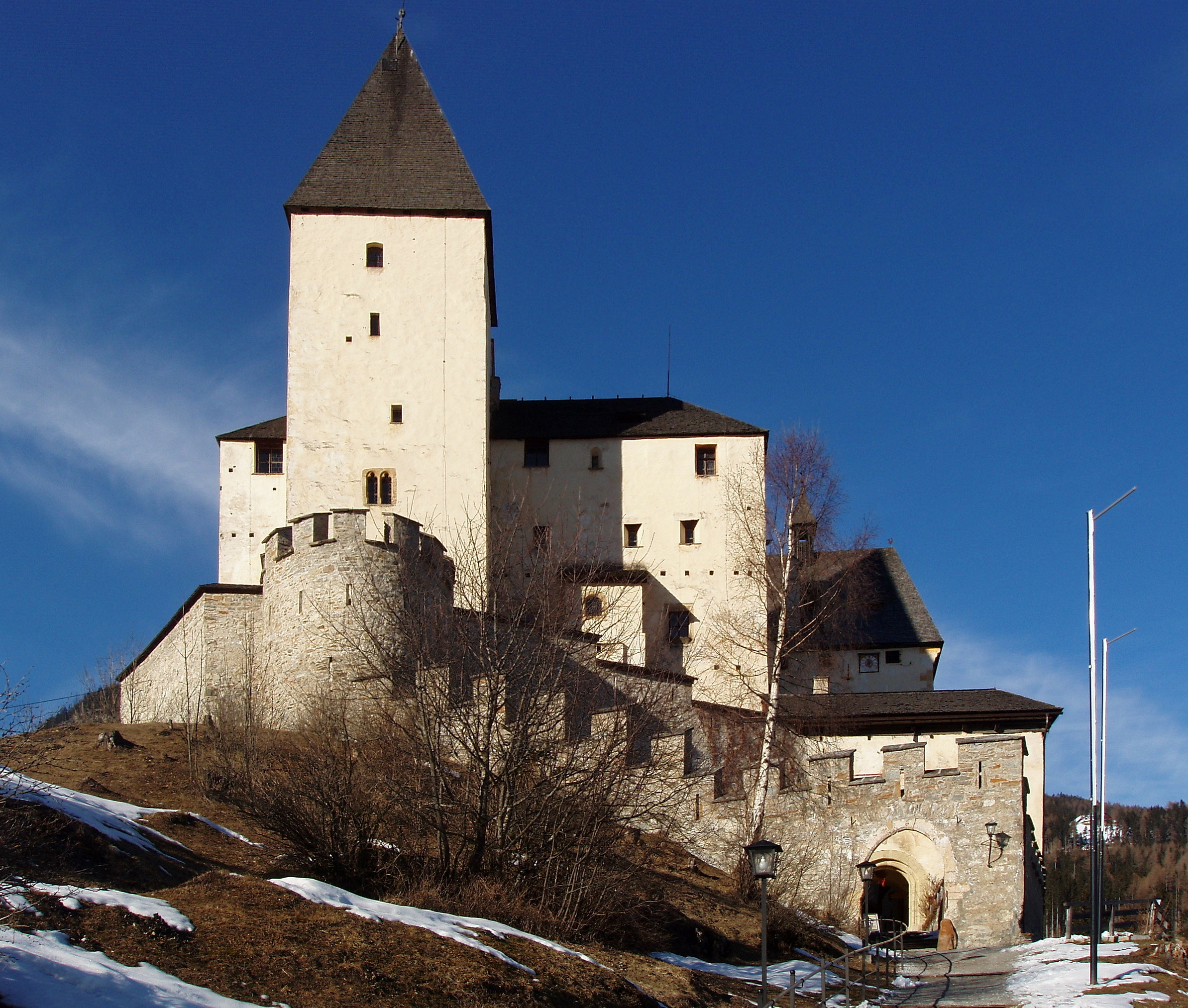
Kasteel Mauternburg

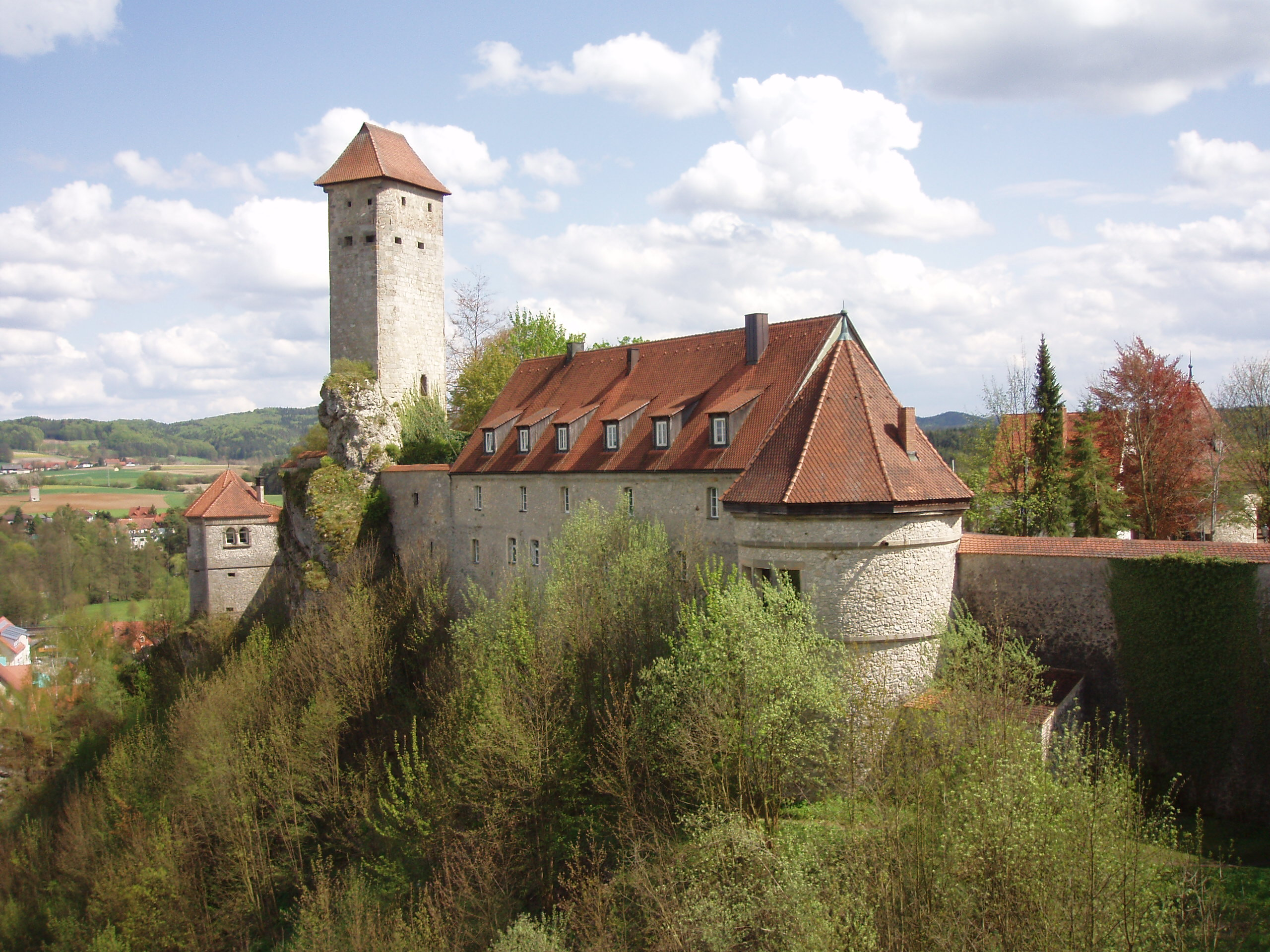
Burg Veldenstein

Hermann Epenstein Ritter von Mauternburg (Berlijn, 1850 – Mauterndorf, 5 juni 1934) was een Duits-Oostenrijks arts, zakenman, en kasteelheer. Hoewel hij halfjoods was, was hij de peetoom van Hermann Göring. 

## Voorgeschiedenis
Epenstein was halfjood en had zich tot het christendom bekeerd. Hij werd legerarts in het Koninkrijk Pruisen en maakte tevens als zakenman fortuin. Hij was een aanhanger van het Duitsnationalisme, een conservatieve politieke stroming in Oostenrijk en Duitsland.
Tijdens een verblijf in Duits-Zuidwest-Afrika (het huidige Namibië) leerde hij de keizerlijke commissaris Ernst Heinrich Göring en diens vrouw Franziska kennen. Hij hielp Franziska bij de geboorte van haar dochter.

## Relaties
Toen ze terug in Duitsland kwamen, woonde de familie Göring in het huis van Epenstein in de Fregestraße 19 te Berlin-Friedenau. Franziska Göring werd de maîtresse van Hermann Epenstein. Zij hadden een openlijke verhouding: Hermann Epenstein logeerde bij Franziska, terwijl haar wettige echtgenoot elders werd ondergebracht.
Epenstein werd de peter van de vijf kinderen van de familie Göring, onder wie Hermann en Albert. Volgens historici is Epenstein echter niet de biologische vader van de jongere broers Göring. In dat geval zouden beiden deels Joods geweest zijn. Albert Göring hielp veel Joden in de Tweede Wereldoorlog.

## Kasteelheer
In 1894 kocht Epenstein de kasteelruïne van Mauterndorf in de deelstaat Salzburg in Oostenrijk. Hij liet het gebouw restaureren; in 1904 was het kasteel voltooid. In 1897 kocht hij voor 20.000 Duitse mark het grote kasteel Burg Veldenstein bij Neuhaus an der Pegnitz ten noorden van Neurenberg. Hij investeerde tot 1914 meer dan een miljoen mark in de restauratie. De familie Göring gaf hij de gelegenheid de burcht te bewonen.
Hermann Göring bezocht Epenstein ook op het kasteel Mauterndorf, dat hij het kasteel van zijn jeugd noemde. De voorliefde van Epenstein voor kastelen en de middeleeuwen beïnvloedden het wereldbeeld van de jonge Hermann. In 1908 ontving Epenstein de adellijke titel 'Ritter von Mauternburg'. Het volgende jaar werd hij Oostenrijks staatsburger. 
In 1913 kwam het echter tot een verwijdering met de familie Göring, toen de inmiddels 62-jarige Epenstein trouwde met de 26-jarige Elisabeth 'Lilly' Schandrovics Edle von Kriegstreu (1887–1939), een vrouw uit de lagere Oostenrijkse adel. 
Tijdens de Eerste Wereldoorlog schreef Epenstein een doktersbriefje dat Hermann Göring ongeschikt was voor dienst in de loopgraven. Hij regelde ook een post bij de Luftwaffe en verleende Göring onderdak toen hij in 1915 gewond was geraakt. Na de Eerste Wereldoorlog vestigde Epenstein zich definitief te Mauterndorf. 
Na de mislukte Bierkellerputsch zocht Göring, die een schot in het bovenbeen had opgelopen, zijn toevlucht bij zijn peetoom Epenstein in Mauterndorf.

## Erfenis
Toen Epenstein in 1934 op 83-jarige leeftijd overleed, erfde zijn echtgenote de kastelen. Göring dwong de Jood Julius Fromm, eigenaar van de grootste Duitse condoomfabriek, zijn eigendom voor een fractie van de waarde te verkopen. In ruil voor deze gunst verwierf hij beide kastelen. Na de dood van Adolf Hitler op 30 april 1945 was Göring van plan op Mauterndorf te gaan wonen, maar hij wist het kasteel niet te bereiken en moest zich op het nabijgelegen Schloss Fischhorn aan de Amerikanen overgeven.